# Lance Blanks
Lance Blanks (Del Río, Texas, 9 de septiembre de 1966-Dallas, 3 de mayo de 2023) fue un jugador de baloncesto  estadounidense que jugó tres temporadas en la NBA, además de hacerlo en la CBA, en la Bundesliga y en Chipre. Con 1,93 metros de altura, lo hacía en la posición de base.

## Trayectoria deportiva

### Universidad
Jugó sus dos primeras temporadas con los Cavaliers de la Universidad de Virginia, donde apenas contaban con él, siendo transferido en 1988 a los Longhorns de la Universidad de Texas en Austin, en las que promedió 20,0 puntos y 4,9 rebotes por partido. Durante su primera temporada en Austin fue el segundo mejor anotador del equipo, con 19,7 puntos por partido, formando con sus compañeros Travis Mays y Joey Wright la que se denominó Máquina de anotar BMW.
Fue elegido mejor novato de la SWC. En su segunda temporada ayudó con 20,3 puntos a que su equipo llegara a los cuartos de final (Elite Eight) del Torneo de la NCAA, algo que no conseguían desde 1947.

### Profesional
Fue elegido en la vigésimo sexta posición del Draft de la NBA de 1990 por Detroit Pistons, donde en dos temporadas apenas contó para su entrenador, Chuck Daly, actuando como tercer base del equipo, por detrás de Isiah Thomas y de Gerald Henderson. En su primera temporada solo participó en 38 partidos, promediando 1,7 puntos por partido, mientras que la segunda fue igual: 1,5 puntos jugando 4,4 minutos por noche.
Antes del comienzo de la temporada 1992-93 fue traspasado, junto con Brad Sellers a Minnesota Timberwolves a cambio de Gerald Glass y Mark Randall. A pesar de que sus minutos por partido se incrementaron hasta los 10, tampoco tuvo suerte en su nuevo equipo, promediando 2,6 puntos y 1,2 asistencias por encuentro.
Tras verse sin equipo en la NBA, jugó una temporada en la CBA antes de aceptar ir a jugar al Gießen 46ers de la liga alemana. Allí jugó una temporada en la que promedió 16,4 puntos por partido. Tras pasar dos temporadas en blanco, dio sus últimos coletazos como jugador en el Keravnos Keo de Nicosia.

## Vida posterior
Tras retirarse, fue ojeador para los San Antonio Spurs, y más recientemente asistente del General manager de los Cleveland Cavaliers, Danny Ferry.
Fue General Manager de Phoenix Suns desde el día 5 de agosto de 2010, sustituyendo a Steve Kerr y despedido el 22 de abril de 2013.

## Estadísticas de su carrera en la NBA

### Temporada regular
| Año     | Equipo    | PJ  | PT | MPP  | %TC  | %3P  | %TL  | RPP | APP | ROB | TPP | PPP |
| ------- | --------- | --- | -- | ---- | ---- | ---- | ---- | --- | --- | --- | --- | --- |
| 1990-91 | Detroit   | 38  | 0  | 5.6  | .426 | .125 | .714 | .5  | .7  | .2  | .1  | 1.7 |
| 1991-92 | Detroit   | 43  | 0  | 4.4  | .455 | .375 | .727 | .5  | .4  | .3  | .0  | 1.5 |
| 1992-93 | Minnesota | 61  | 2  | 10.5 | .433 | .256 | .625 | 1.1 | 1.2 | .3  | .1  | 2.6 |
| Total   | Total     | 142 | 2  | 7.6  | .436 | .253 | .667 | .8  | .8  | .3  | .1  | 2.0 |

### Playoffs
| Año   | Equipo  | PJ | PT | MPP  | %TC  | %3P | %TL | RPP | APP | ROB | TPP | PPP |
| ----- | ------- | -- | -- | ---- | ---- | --- | --- | --- | --- | --- | --- | --- |
| 1992  | Detroit | 1  | 0  | 10.0 | .500 | —   | —   | 1.0 | 3.0 | 3.0 | .0  | 2.0 |
| Total | Total   | 1  | 0  | 10.0 | .500 | —   | —   | 1.0 | 3.0 | 3.0 | .0  | 2.0 |